# Aphra Behn

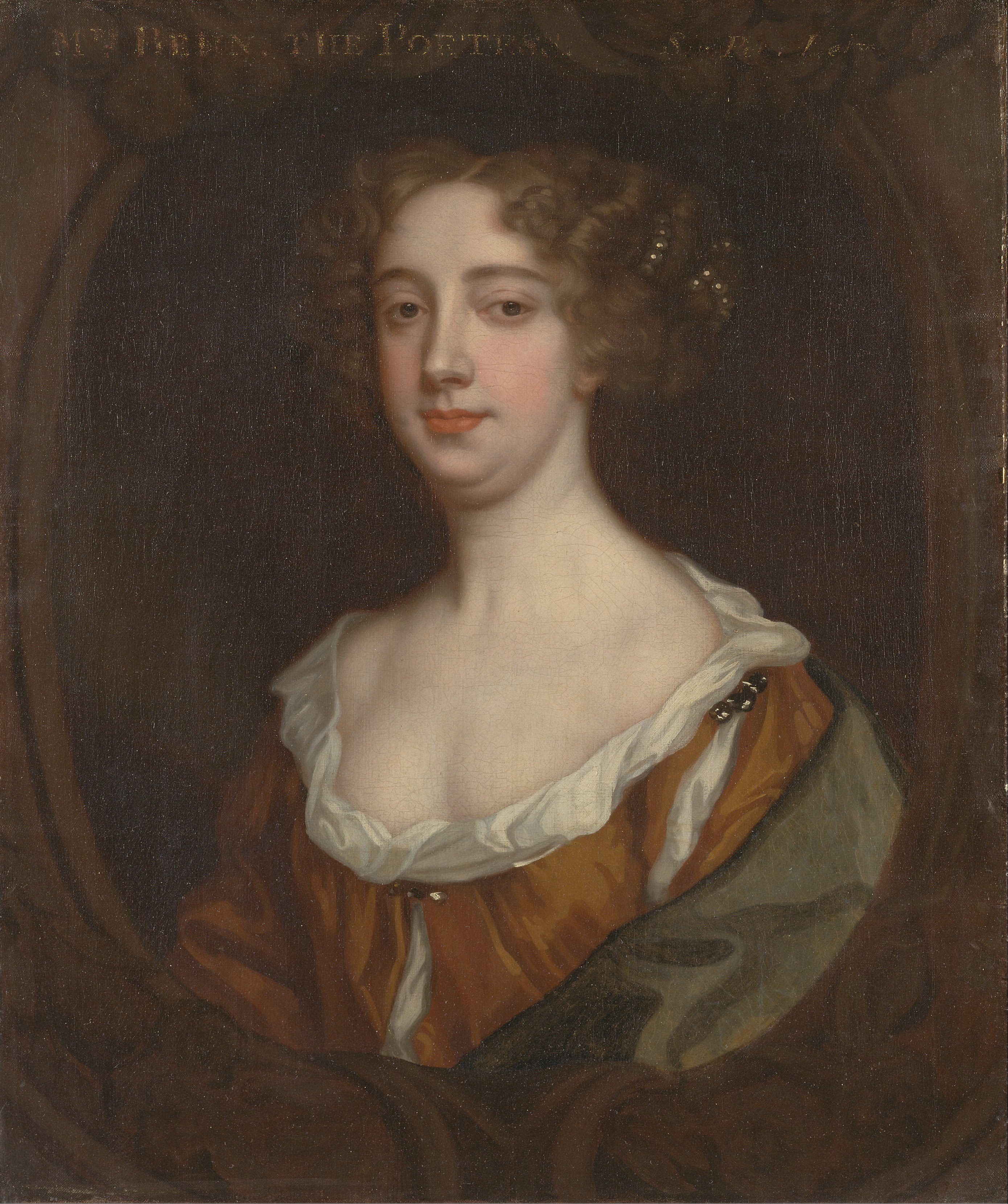
Peter Lely : Aphra Behn (um 1670)

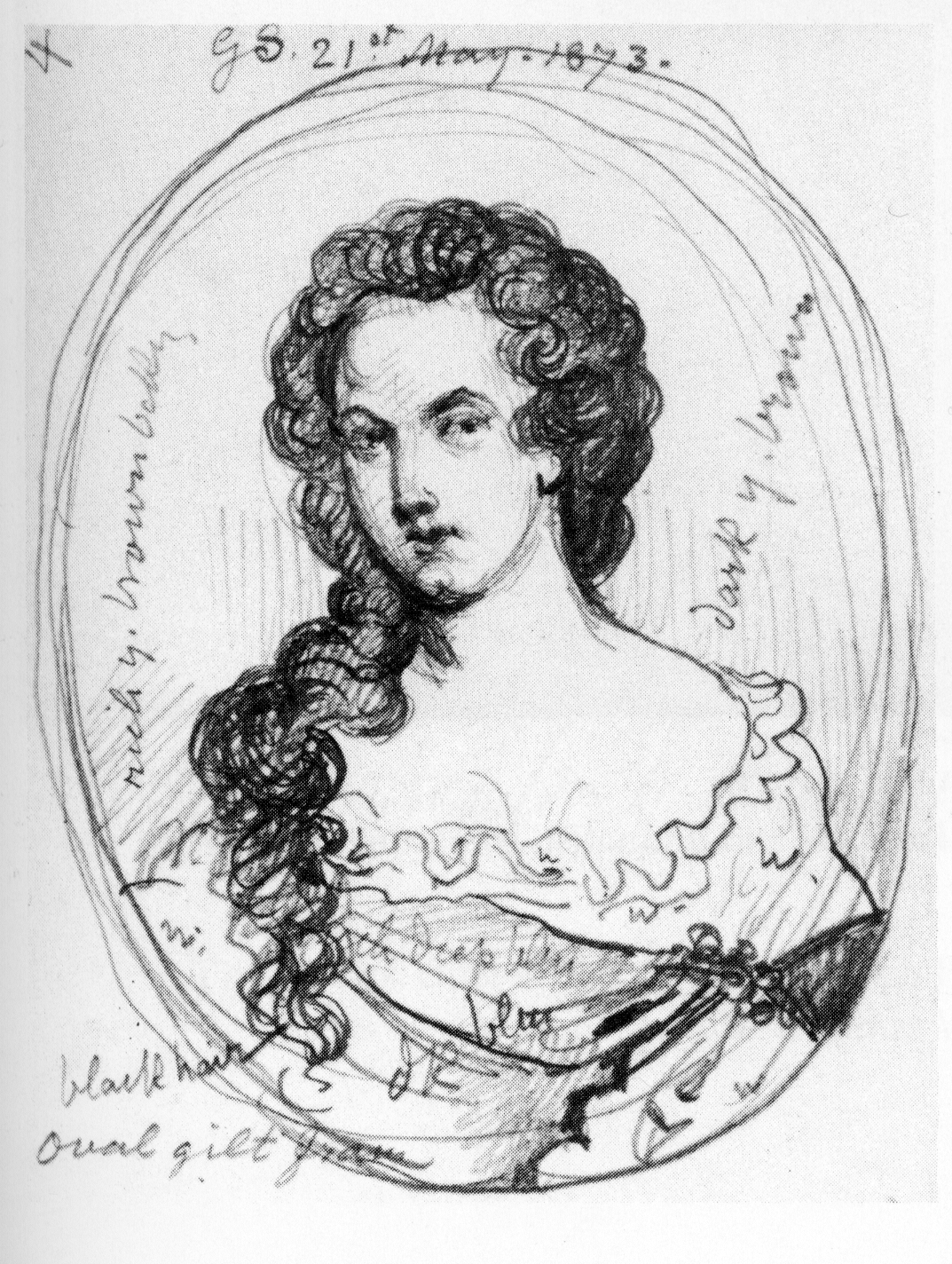
George Scharf: Aphra Behn nach einem Gemälde von 1673

Aphra Behn (* 10. Juli 1640 in Wye; † 16. April 1689 in London; gebürtige Aphra Johnson) war eine Schriftstellerin, Spionin und Feministin. In der englischen Literatur nimmt sie eine einmalige Stellung ein, denn sie war die erste öffentlich auftretende Berufsschriftstellerin Englands und spielte eine bedeutende Rolle bei der Entwicklung des neuzeitlichen Romans. Zu Lebzeiten und danach sehr populär, wurde sie im 19. Jahrhundert mehr und mehr abgelehnt und gewann erst seit dem frühen 20. Jahrhundert wieder an Bedeutung.

## Leben
Aphra Behn war die Tochter von Bartholomew Johnson, einem Bader, und Elizabeth Denham, einer Amme. Sie war also weder reich noch entstammte sie der Oberschicht. Als Kind verbrachte Behn vermutlich mit ihrer Familie einige Zeit in der damals noch englischen Zuckerkolonie Suriname, wo sie die Inspirationen und Eindrücke sammelte, welche sie später in ihrem bekanntesten Roman Oroonoko oder Der königliche Sklave verarbeitete.
1658 kam sie wieder zurück nach England, und wohl 1664 heiratete sie Johan Behn, einen aus Holland oder Deutschland stammenden Kaufmann, der kurz darauf verstarb und sie ohne finanzielle Versorgung hinterließ. Sie entschied sich nach dem Tod ihres Ehemannes, einer Erwerbstätigkeit nachzugehen. Eine erneute Heirat lehnte sie ab, da sie – nach eigenen Aussagen – die Ehe aus finanziellen Gründen als „Form der Prostitution“ betrachtete. Zunächst versuchte sie sich als Spionin für Charles II. in Antwerpen in den Spanischen Niederlanden; für ihre Spionagetätigkeit wurde sie jedoch nicht bezahlt und musste daraufhin 1668 wegen unbezahlter Schulden in den Schuldturm. Fortan wollte sie unter allen Umständen als verwitwete Frau finanziell selbständig sein.
1670 wurde ihr erstes Theaterstück, The Forced Marriage („Die erzwungene Heirat“), erfolgreich aufgeführt. Frivole Sittenkomödien entsprachen dem Geschmack des Publikums; nach Jahren puritanisch verordneter Sittsamkeit, nach Tanz- und Theaterverbot unter Cromwell, wandte es sich der Sexualität, der Erotik, der Musik, der Literatur und dem Theater zu. Zum ersten Mal in der Geschichte Englands durften nun auch Frauen den Schauspielerberuf ausüben. Behn wusste, worüber sie schrieb. Früh verwitwet, hatte sie eine langjährige Affäre mit John Hoyle, einem in London bekannten bisexuellen Mann und Schürzenjäger. Sie liebte Männer und Frauen, schrieb darüber und gab offen zu, nach Ruhm und Einfluss zu streben.
Behn war einerseits eine dezidierte Tory und eine Unterstützerin der Monarchie. Sie unterhielt – vermutlich gedrängt durch die große Unsicherheit der Stuart-Restauration – enge gesellschaftliche Verbindungen zum Königshof und zu Charles II. Andererseits kritisierte sie die Verhältnisse in der vormals englischen Kolonie Suriname und war von naturrechtlichen und republikanischen Gedanken beeinflusst.

### Berufsschriftstellerin

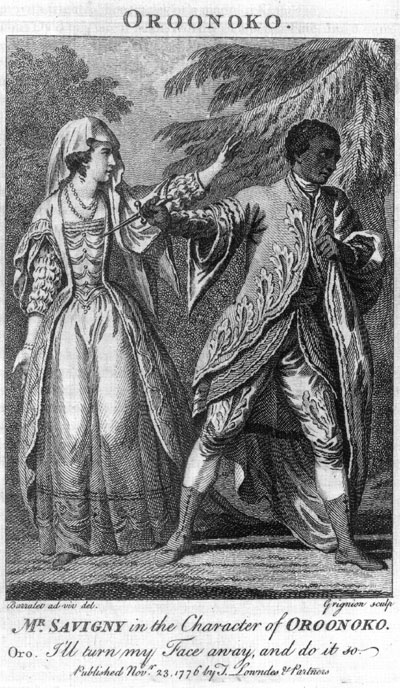
Oroonoko ersticht Imoinda – Illustration für eine Inszenierung von Thomas Southerne 1776

Aphra Behn wurde eine gefeierte Autorin. Sie schrieb 19 Jahre lang Stücke, Prosa, Gedichte und war als Übersetzerin tätig. Ihre Theaterstücke waren ein signifikanter Bestandteil des Repertoires der Londoner Bühnen der Restaurationszeit und des frühen 18. Jahrhunderts. Zu ihrem Frühwerk Abdelazer schrieb Henry Purcell 1695 eine Theatermusik. Aus dieser Suite ist insbesondere das Rondeau berühmt geworden. The Rover, ihr populärstes Stück, wurde zwischen 1703 und 1750 fast jedes Jahr aufgeführt. 
Ihre Werke blieben bis Mitte des 18. Jh. sehr beliebt, bis sie plötzlich von den Bühnen verschwanden – zum Teil deshalb, weil Behns scharfe Analysen sexueller Doppelmoral und „der guten Sitten“ dem Publikum zu freizügig waren. Außerdem setzte man mehr und mehr ihr Werk mit ihrem Leben gleich. Die öffentliche Meinung ging dahin, dass man Stücke einer Frau, die selbstbestimmt lebte, arbeitete und liebte, nicht weiter aufführen könne.
Ihre Zeitgenossen neideten ihr den Erfolg. Behn wurde von vielen Seiten angefeindet. Insbesondere ihre Erotikdarstellungen und ihre Sympathie für den Abolitionismus wurden ihr angekreidet. 1682 wurde sie wegen „zu großer Freizügigkeit“ (in den Texten von Like Father, Like Son („wie der Vater, so der Sohn“)) verhaftet, jedoch kurz darauf wieder freigelassen. Im selben Jahr fusionierten die King’s Company und die Duke’s Company, welche Behns Stücke aufführten, zur United Company.
Ihr Hauptwerk, der Roman Oroonoko über einen schwarzen Prinzen der Goldküste, des heutigen Ghana, der als Sklave nach Suriname verschleppt wurde, erschien 1688, wurde schon 1709 auf Deutsch publiziert und beeinflusste die Anti-Sklaverei-Bewegung. Mit diesem Werk durchbrach sie bei aller Idealisierung des „Edlen Wilden“ (vor Jean-Jacques Rousseau) doch die Schranken der romantisch-heroischen Erzähltradition und bereitete der realistischen Erzähltechnik den Weg. Dies erfolgte dreißig Jahre vor Daniel Defoes Robinson Crusoe, mit dem noch heute viele einschlägige Handbücher die Geschichte des englischen Romans beginnen lassen. Dabei ist Oroonoko bereits ein ausgewachsenes und früh erfolgreiches Exemplar der Gattung. Die angeblich autobiographischen Stellen in diesem Werk dienten wohl der Authentisierung des Erzählten, das sie stellenweise romantisch ausschmückte. Der französische Literaturhistoriker Jean Jules Jusserand hat den Roman als das einzige Werk des Zeitraums bezeichnet, in dem sich ein origineller Gedanke findet. Die US-amerikanische Schriftstellerin Tillie Olsen bezeichnete den Roman in ihrem Aufsatz Eine von zwölf: Frauen unter den Schreibenden (Women Who Are Writers in Our Century: One out of Twelve) als das „erste gegen die Sklaverei gerichtete Werk überhaupt“.
Behn übte zwar noch einen direkten Einfluss auf die nachfolgende Generation von Schriftstellerinnen aus, wie zum Beispiel Delarivier Manley, Eliza Haywood und Charlotte Lennox sowie die bekannte Feministin Mary Astell, aber als Sittsamkeit zur verordneten Tugend während der viktorianischen Epoche wurde, ihr Leben und Werk dagegen zunehmend mit Promiskuität assoziiert wurde, ließ dieser Einfluss nach.
Erst die englischen Schriftstellerinnen Virginia Woolf und Vita Sackville-West konnten sich im 20. Jahrhundert ihrer wieder annehmen. Als Woolf in ihrem Essay A Room of One’s Own plausibel vorführte, warum ein weiblicher Shakespeare zum Scheitern verurteilt sei, und die Erforschung der weiblichen Literaturgeschichte einforderte, schrieb sie: „Alle Frauen müssten gemeinsam Blumen auf Aphra Behns Grab streuen..., denn sie war es, die ihnen zuerst das Recht errang, zu sagen, was sie denken.“
Abwertung, Benachteiligung, Unterdrückung und Marginalisierung von Frauen verhinderten Behns breitere Rezeption und damit auch eine angemessene Kanonisierung. Selbst eine Autorin wie sie, die zu Lebzeiten zur Bestsellerautorin avancierte und die weit mehr und mindestens ebenso gute Komödien gegen Ende des 17. Jahrhunderts schrieb wie ihre männlichen Zeitgenossen, fand keinen Eingang in die memoria; sie wurde von Lexikografen und Literaturwissenschaftlern selten berücksichtigt und geriet auf diese Weise in Vergessenheit. Die Behn-Forschung erfuhr ab den 1980er Jahren mit der Veröffentlichung der Biographien von Maureen Duffy und Angeline Goreau einen deutlichen Aufschwung.
Im deutschen Sprachraum regte ein Beitrag von Jürgen Kaube im Band Spielplanänderung (Hrsg.: Simon Strauss) 2020 eine Neubewertung von Aphra Behn an. Die taz griff Kaubes Einschätzung auf: „Behn schrieb über arrangierte Ehen, wirtschaftliche Interessen prägten das Geschlechterverhältnis, Frauen mussten täuschen und tricksen, um an ihr Recht zu kommen. Verwechslungen, Intrigen, androgyne und bisexuelle Rollen machen ihre Stücke für die Gegenwart interessant. Außerdem haben sie Schauwert: ‚Ständige Kostüm- und Geschlechterwechsel, Duelle, Scheintode samt Verhaftungen, Stürze durch Falltüren und einige Verhandlungen mit Kurtisanen – und niemand weiß mehr, wer was ist und wer welche Maske trägt‘, fasst Kaube sein favorisiertes Stück Der Wanderer von 1677 an einer Stelle zusammen.“ Eine neu übersetzte Werkausgabe im AvivA-Verlag brachte 2021 weitere Rezeption des Schaffens von Aphra Behn mit sich.

## Werke
- 1670: The Forced Marriage (Theaterstück)
- 1671: The Amourous Prince (Theaterstück)
- 1672: Covent Garden Drollery (Die Urheberschaft von Behn wird bestritten)
- 1673: The Dutch Lover (Theaterstück)
- 1675: Zwei Theaterstücke, von denen die Urheberschaft nicht ganz klar ist: The Revenge: Or a Match in Newgate und The Woman Turned Bully
- 1676: Abdelazer (Tragödie, zu der Henry Purcell 1695 eine vierstimmige Theatermusik schrieb) und The Town Fop (Theaterstück)
- 1677: The Rover – Behns erfolgreichstes Theaterstück. Für dieses Stück kehrte Nell Gwyn auf die Bühne zurück, um die Rolle der Prostituierten Angelica Bianca zu spielen
- 1677: Zwei Theaterstücke, die vermutlich ebenfalls von Behn stammen, die Urheberschaft jedoch nicht ganz geklärt ist: The Debauchee und The Counterfeit Bridegroom
- 1678: Sir Patient Fancy
- 1679: The Feigned Courtesans (Nell Gwyn gewidmet) und The Young King in the fall (Tragikomödie)
- 1680: The Disappointment (Die Enttäuschung), Gedicht, in dem sie den Gefühlszustand einer Frau beschreibt, der ein Orgasmus verwehrt bleibt
- 1681: The Rover (second part), The False Count und The Roundheads
- 1682: The City Heiress (Theaterstück) und Like Father, Like Son (Theaterstück – ein Flop)
- 1683: Love Letters Between a Nobleman and His Sister (Roman)
- 1684: Diverse Veröffentlichungen von Gedichten
- 1685: Miscellany (Gedichtsammlung)
- 1686: The Lover’s Watch or The Art of Making Love (Gedicht) und The Lucky Chance (Theaterstück)
- 1687: The Emperor of the Moon (Theaterstück, Farce)
- 1688: The Fair Jilt (Prosa), Agnes de Castro (Prosa) und Oroonoko, or, The Royal Slave, Will.(iam) Canning, Temple Cloisters, London, England (deutsch: Oroonoko, Insel-Verlag, Leipzig 1966; sowie: Oroonoko, Unionsverlag, Zürich 2022) (Roman)
- 1689: The Widow Ranter (Theaterstück, postum uraufgeführt)
- 1696: The Younger Brother (Theaterstück, postum uraufgeführt)
- Gesamtausgabe
- The plays, histories, and novels of the ingenious Mrs. Aphra Behn, 6 Volumes Vol.1, Vol.2, Vol.3, Vol.4, Vol.5, Vol.6

## Rezeption
Die Komponistin und Dirigentin Odaline de la Martinez ließ sich von Oroonoko zu einer Operntrilogie inspirieren, die sich mit der Sklaverei und den Anfängen der afrokaribischen Kultur beschäftigt. Der erste Teil, die Oper Imoinda, entstand 2005 bis 2008, der zweite, The Crossing, hatte 2012 Premiere.
Das Doctor-Who-Hörspiel The Astrea Conspiracy (2019) der britischen Produktionsfirma Big Finish greift die Geschichte Behns auf.